# ASTERIA (tàu vũ trụ)
ASTERIA (Arcsecond Space Telescope Enabling Research in Astrophysics) là một kính viễn vọng không gian thu nhỏ giúp các nhà khoa học thực hiện đo đạc vật lý thiên văn. Tàu vũ trụ của nó là một vệ tinh nano của định dạng 6U CubeSat. Nó được thiết kế với sự hợp tác giữa Viện Công nghệ Massachusetts (MIT) và Phòng thí nghiệm Jet Propulsion của NASA.
ASTERIA được phóng vào ngày 14 tháng 8 năm 2017 và được triển khai vào quỹ đạo Trái đất thấp từ Trạm vũ trụ Quốc tế (ISS) vào ngày 20 tháng 11 năm 2017. Nhiệm vụ chính sẽ kéo dài 90 ngày, nhưng có khả năng là một nhiệm vụ mở rộng. Điều tra viên chính là nhà thiên văn người Mỹ gốc Canada và nhà khoa học hành tinh Sara Seager, từ MIT.

## Tổng quan
Kính thiên văn vũ trụ Arcsecond cho phép nghiên cứu vật lý thiên văn (ASTERIA) là một kính viễn vọng không gian CubeSat sáu đơn vị (6U) được triển khai từ Trạm vũ trụ quốc tế (ISS) và hiện đang thử nghiệm các công nghệ mới để phát hiện hành tinh ngoài hệ Mặt Trời bằng phương pháp vận chuyển. Chương trình được tài trợ tại JPL thông qua Chương trình Phaeton để đào tạo nhân viên nghề nghiệp sớm. Nhiệm vụ sẽ kéo dài trong 90 ngày, nhưng nhiệm vụ kéo dài tới một năm là có thể nếu tàu vũ trụ hoạt động tốt và tiền tài trợ có sẵn.
Các khả năng của ASTERIA sẽ cho phép đo quang chính xác được thực hiện trên cơ sở cơ hội để nghiên cứu hoạt động sao, chuyển ngoại hành tinh và các hiện tượng vật lý thiên văn khác. Mục tiêu công nghệ của nhiệm vụ là "đạt được điểm số của cấp cảnh báo lỗi, và điều khiển nhiệt độ tiêu cự cao ổn định cho phép đo quang chính xác" như một cách để phát hiện các hành tinh ngoài Trái Đất, và mô tả các ngôi sao chủ của chúng. Sự ổn định về điểm sẽ được thể hiện qua các quan sát trong 20 phút. Độ lặp lại được xác định trên tối thiểu năm quan sát trong tám ngày trở lên, với ngôi sao mục tiêu được trả về cùng vị trí trên mặt phẳng tiêu điểm bằng cách điều chỉnh hướng của tàu vũ trụ và vị trí mặt phẳng tiêu cự.
Nhiệm vụ này có thể phục vụ như một kính ngắm cho một đội kính viễn vọng không gian chi phí thấp quan sát nhiều mục tiêu cùng một lúc để tinh chỉnh các mục tiêu nhiệm vụ lâu dài bằng cách xác định các vật thể mới cho các kính thiên văn khác quan sát. Sự thu nhỏ của một hệ thống phát hiện trắc quang thành một CubeSat có thể cho phép một chòm sao của nhiều đài quan sát quay vòng để nghiên cứu liên tục những ngôi sao giống như mặt trời sáng nhất mà các quan sát không gian thông thường không thể thực hiện được do chi phí quá cao. Có một hoặc nhiều CubeSats chỉ vào một ngôi sao mục tiêu trong thời gian dài có thể tiết lộ các hành tinh ngoài Trái Đất ở rất xa. Nhiệm vụ này cũng sẽ cung cấp thêm thông tin trong việc thiết kế các kính viễn vọng không gian trong tương lai.